# Aïcha Bellagha
Aïcha Bellagha (arabe : عائشة بلاغة), née en 1916, est une militante féministe tunisienne. Elle est la première présidente de l'Union nationale de la femme tunisienne en 1956.

## Biographie
Aïcha Bellagha est la troisième femme tunisienne à obtenir le baccalauréat, en 1937.
Engagée dans la vie associative, elle est une membre fondatrice d'organisations pour l’éducation et la famille, les droits de l’homme et les femmes africaines.
En juillet 1962, elle participe à la délégation tunisienne lors de la Conférence des femmes africaines à Dar es Salam au Tanganyika (actuelle Tanzanie).
Bellagha est surtout connue pour avoir été la présidente fondatrice de l'Union nationale de la femme tunisienne, poste qu'elle occupe de 1956 à 1958 et qu'elle marque par son militantisme et ses multiples efforts en faveur de la promotion du statut des femmes.

## Mémoire
Le club culturel Aïcha-Ballagha à El Manar (Tunis) est nommé ainsi en son honneur.